# Morgan McMichaels
Morgan McMichaels (28 de mayo de 1981) es el nombre artístico del artista drag escocés-estadounidense Thomas White, conocido por participar en la segunda temporada de la serie de telerrealidad RuPaul's Drag Race, también participó en la tercera temporada de All-Stars. También ha participado en varios spin-offs de Drag Race, incluidos RuPaul's Drag U y RuPaul's Secret Celebrity Drag Race.

## Primeros años
White nació en 1981 en Alexandria, Escocia siendo hijo de padre escocés y madre estadounidense, y pasó parte de su infancia tanto en Escocia como en Estados Unidos. White asistió a la escuela primaria en Estados Unidos antes de regresar a West Dunbartonshire cuando era adolescente, estudiando bioquímica e inmunología en la University of the West of Scotland, antes de irse a los 18 años a California, donde decidió seguir una carrera teatral en lugar de regresar a Escocia. Tras introducirse en el mundo del drag a través del personaje de Lily Savage, McMichaels declaró que su propio alter ego no habría surgido si se hubiera quedado en la universidad. El nombre artístico de White rinde homenaje a Morgan le Fay, , una figura de la leyenda artúrica que enlaza con su propia herencia escocesa, ya que el apellido McMichaels proviene de su madre drag, Chad Michaels, que apareció en la cuarta temporada de RuPaul's Drag Race y en la primera temporada de RuPaul's Drag Race: All Stars, ganando esta última, y su padre drag es Adam Magee.

## Carrera

### RuPaul's Drag Race
McMichaels se unió al reparto de la segunda temporada de RuPaul's Drag Race en 2010. Fue eliminada tras perder una batalla de sincronía de labios contra la concursante Sahara Davenport, quedando en octavo lugar.
McMichaels participó en la tercera temporada de RuPaul's Drag Race: All Stars, donde fue eliminada en primer lugar por BenDeLaCreme por decir que enviaría a casa a los mejores competidores si se quedaba. Esto la situó en el décimo lugar de la temporada. Volvió al sexto episodio entre cinco reinas eliminadas (Thorgy Thor, Milk, Chi Chi Devayne y Aja) y fue seleccionada para volver por BenDeLaCreme, quedando finalmente en quinto lugar.

### Después deDrag Race

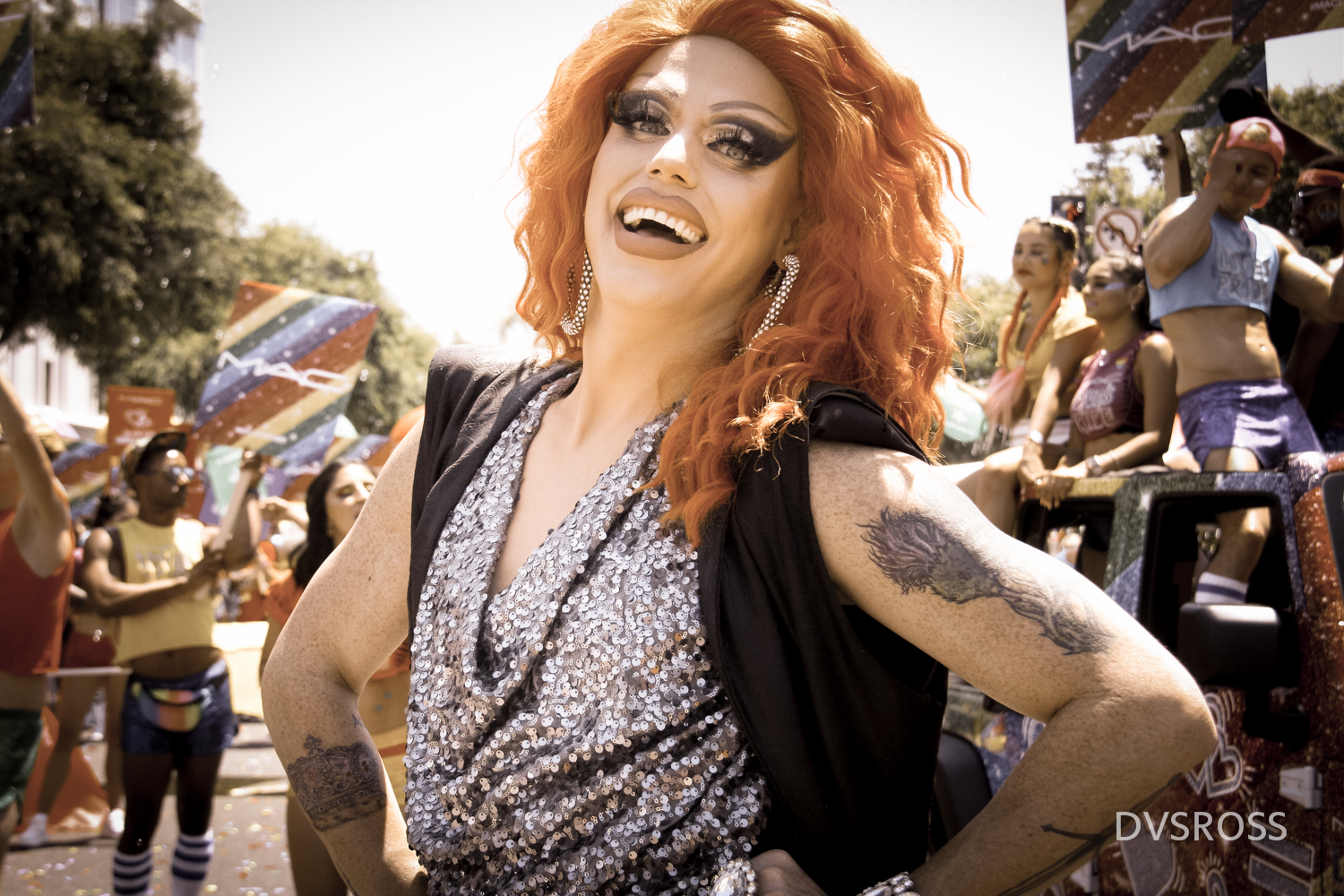
Morgan McMichaels en 2019

McMichaels, juntó con sus compañeras de concurso Raven, Jujubee, Pandora Boxx, Nina Flowers, Shannel y Tammie Brown aparecieron en RuPaul's Drag U, un spin-off de la serie transmitida en Logo en 2010, donde apareció como "professor" por tres episodios. Permaneció en el reparto de la segunda temporada de Drag U, que estrenó su temporada el 20 de junio de 2011, y fue profesora durante dos episodios más. Volvió de nuevo para un episodio en la tercera temporada de Drag U en 2012.

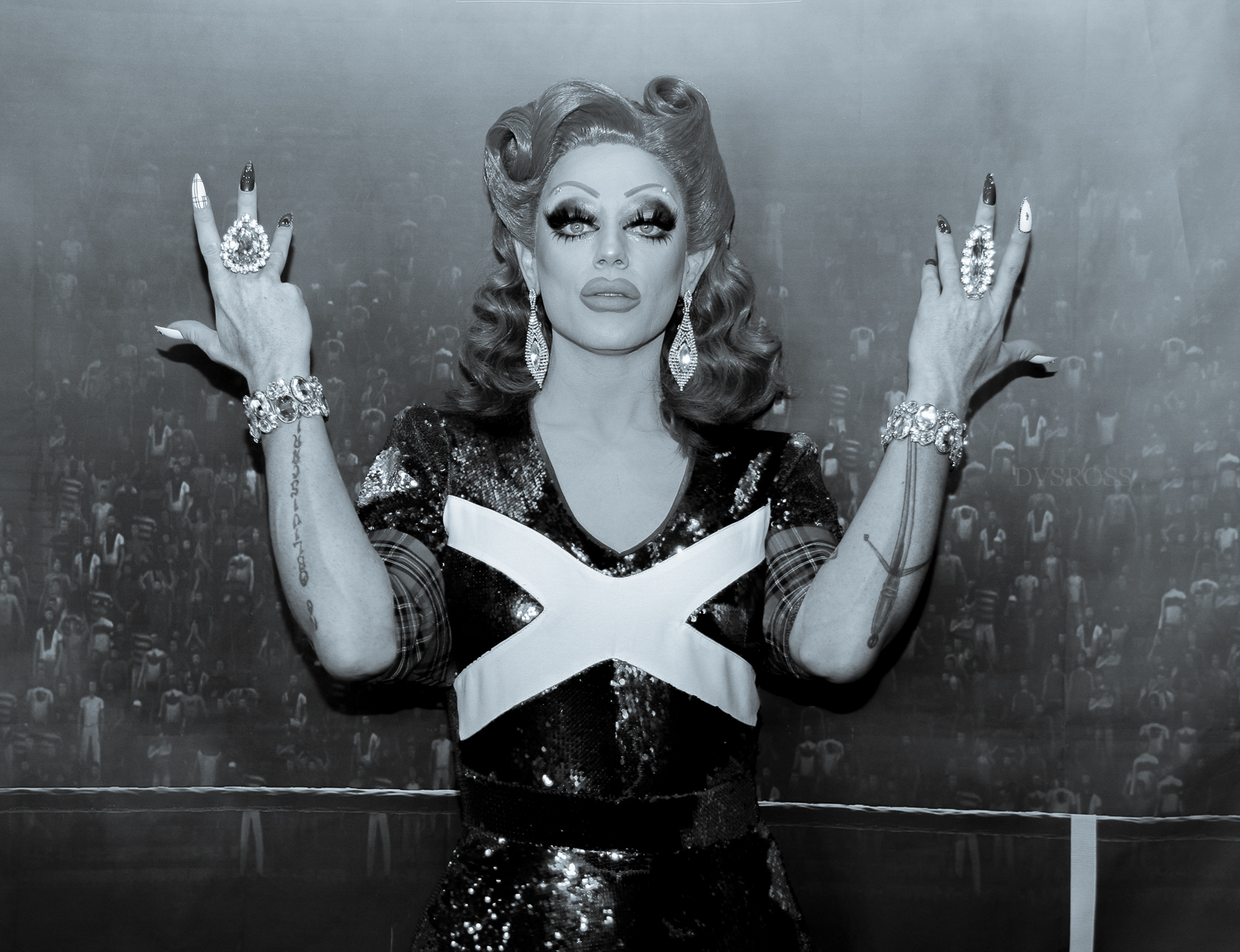
Morgan McMichaels en la RuPaul's DragCon LA in 2019

Aparte de los espectáculos relacionados con Drag Race, McMichaels apareció en el vídeo musical de "S&M" de la cantante barbadense Rihanna en 2011. El 11 de abril de 2013, McMichaels hizo una aparición como invitada en Tabatha Takes Over en el VIP Nightclub de Riverside, California, donde McMichaels realizó una sincronización de labios como Tabatha. Morgan también apareció en el lyric video de Lady Gaga de "Applause" ´junto con otras drag queens. Fue anfitriona de un programa de Internet para WOWPresents llamado Living For The Lip Sync where en el que habla de actuaciones de sincronización labial grabadas por los aficionados de los exalumnos de Drag Race. Se estrenó en YouTube el 4 de septiembre de 2014 y terminó el 22 de enero de 2015. Hizo una aparición en Entertainment Tonight para hablar de All Stars 3 en 2018. Apareció junto con Laganja Estranja, Farrah Moan y Jaidynn Diore-Fierce en la temporada 13 de Germany's Next Topmodel como invitada para el desafío del episodio 14. Apareció en un video musical para la canción "Juice" de Lizzo el 17 de abril de 2019. Fue bailarina de apoyo para Nico Tortorella en un episodio de Lip Sync Battle en 2019.
En el episodio 4 de All Stars 5, hizo una aparición como "Lip Sync Assassin", en la que sincronizó los labios contra Miz Cracker.

## Música

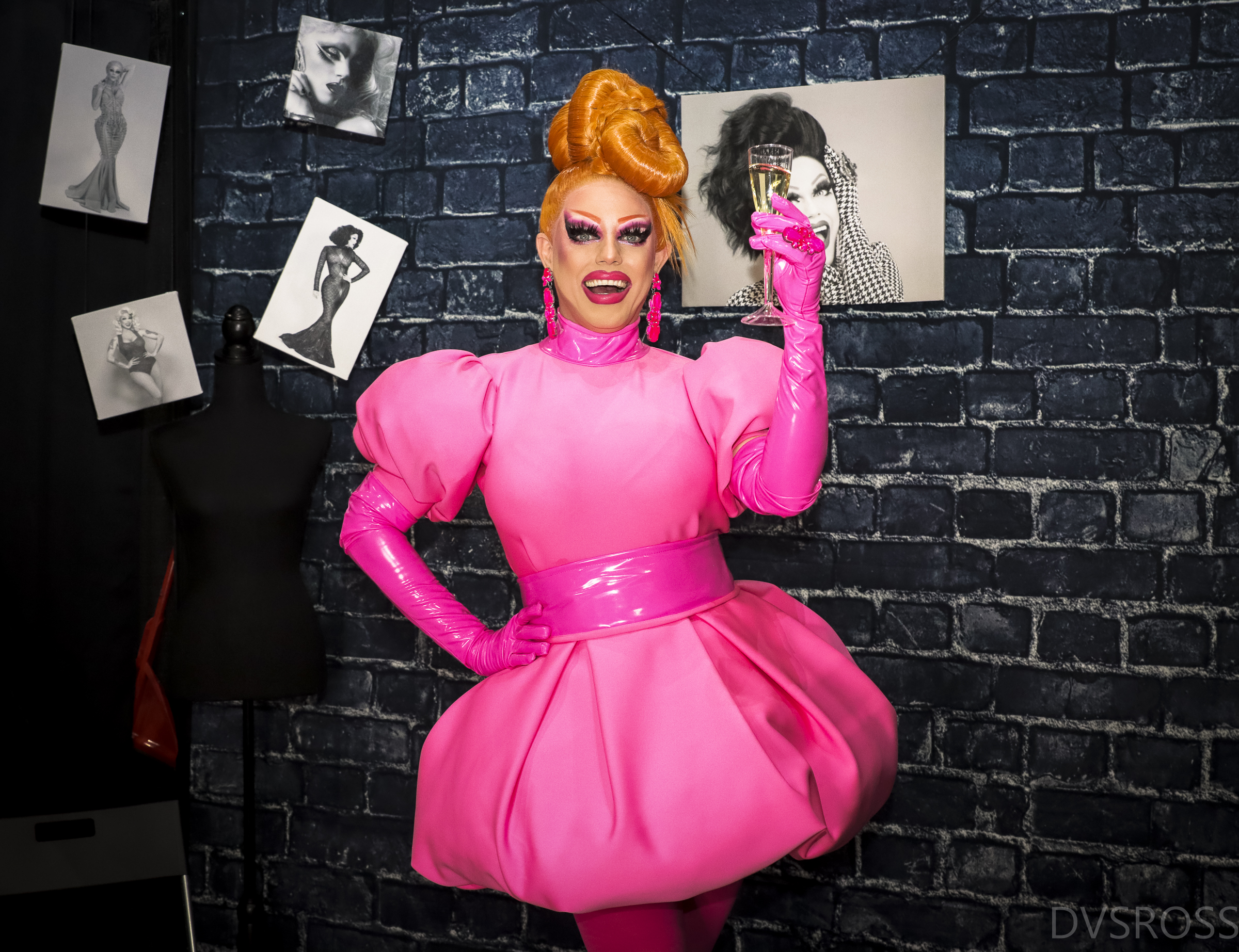
Morgan McMichaels en la RuPaul's DragCon LA en 2022

McMichaels realizó su primer sencillo, "Why You Mad Tho?" el 3 de febrero de 2018, con el remix del productor Drew G Rdr. McMichaels interpretó el sencillo en directo del episodio estreno del show de talentos de Drag Race: All Stars 3. Realizó su segundo sencillo, "Yazz Bitch" el 11 de mayo de 2018.

## Vida personal
En octubre de 2018, White se rompió la mano en defensa propia tras un altercado físico con un hombre que proclamó ser un Nazi.

## Filmografía

### Televisión
| Año     | Título                              | Papel              | Notas                      |
| ------- | ----------------------------------- | ------------------ | -------------------------- |
| 2010    | RuPaul's Drag Race                  | Concursante        | Temporada 2; octavo lugar  |
| 2010    | RuPaul's Drag Race: Untucked        | Concursante        | Temporada 1                |
| 2010-12 | RuPaul's Drag U                     | Mentor             | Temporada 1–3, 5 episodios |
| 2013    | Tabatha Takes Over                  | Ella misma         | Imitadora de Tabatha       |
| 2018    | RuPaul's Drag Race: All Stars       | Concursante        | Temporada 3; quinto lugar  |
| 2018    | Germany's Next Top Model            | Invitada           | 1 episodio                 |
| 2019    | Lip Sync Battle                     | Bailarina de apoyo |                            |
| 2020    | RuPaul's Drag Race All Stars        | Invitada           | Temporada 5, 1 episodio    |
| 2022    | RuPaul's Secret Celebrity Drag Race | Ella misma         | Invitada                   |
| 2023    | Drag Me to Dinner                   | Ella misma         | original de Hulu           |

### Cine
| Year | Title                         | Role    |
| ---- | ----------------------------- | ------- |
| 2019 | Trixie Mattel: Moving Parts   | Herself |
| 2021 | The Bitch Who Stole Christmas | Lanette |

### Vídeos musicales
| Año  | Título                   | Artista            |
| ---- | ------------------------ | ------------------ |
| 2011 | "S&M"                    | Rihanna            |
| 2013 | "Applause"               | Lady Gaga          |
| 2019 | "Juice"                  | Lizzo              |
| 2019 | "All The Queen's Horses" | Shakespears Sister |
| 2020 | "Nerves of Steel"        | Erasure            |

### Series web
| Año       | Título                  | Papel      | Notas                                                | Ref.   |
| --------- | ----------------------- | ---------- | ---------------------------------------------------- | ------ |
| 2013      | Transformations         | Ella misma | Invitada                                             | [ 28 ] |
| 2014-15   | Living For The Lip Sync | Ella misma | Anfitriona                                           | [ 29 ] |
| 2014      | Bestie$ For Ca$h        | Ella misma | Invitada                                             | [ 30 ] |
| 2015      | Hey Qween               | Ella misma | Invitada                                             | [ 31 ] |
| 2015      | Drag Queens React       | Ella misma | Invitada                                             | [ 32 ] |
| 2018      | The Pit Stop            | Ella misma | Invitada                                             | [ 33 ] |
| 2018      | Whatcha Packin          | Ella misma | Invitada                                             | [ 34 ] |
| 2017-2019 | Fashion Photo Ruview    | Ella misma | Invitada coanfitriona                                | [ 35 ] |
| 2019      | Try Guys                | Ella misma | Episodio: "The Try Guys Lip Sync Battle Drag Queens" | [ 36 ] |
| 2019      | Follow Me               | Ella misma | Episodio: "Mariah Balenciaga"                        | [ 37 ] |
| 2022      | Binge Queens            | Ella misma | Recurrente                                           | [ 38 ] |

## Discografía

### Sencillos
| Año  | Título           |
| ---- | ---------------- |
| 2018 | Why You Mad Tho? |
| 2018 | Yazz Bitch       |
| 2020 | Ass Like Mine    |

#### Sencillos destacados
| Título                                                                                                | Año  | Álbum              |
| --- | ---- | ------------------ |
| "Sitting on a Secret" (RuPaul junto con Aja, Chi Chi DeVayne, Milk, Morgan McMichaels, & Thorgy Thor) | 2018 | Sencillo sin álbum |